# أليوت غراهام
أليوت غراهام (بالإنجليزية: Elliot Graham)‏ هو مونتير أمريكي، ولد في 1976 في كلاريمونت في الولايات المتحدة.

## وصلات خارجية
- أليوت غراهام على موقع IMDb (الإنجليزية)
- أليوت غراهام على موقع ألو سيني (الفرنسية)
- أليوت غراهام على موقع أول موفي (الإنجليزية)
- أليوت غراهام على موقع قاعدة بيانات الأفلام السويدية (السويدية)
- أليوت غراهام على موقع قاعدة بيانات الفيلم (الإنجليزية)
- أليوت غراهام على موقع كينوبويسك (الروسية)